# Pettingen
Pettingen (luxembourgeois : Pëtten) est une section de la commune luxembourgeoise de Mersch située dans le canton de Mersch.

## Château médiéval
La forteresse est connue dès le Xe siècle sous le nom de Pittigero Mazini.
Au XIIIe siècle, elle prend le nom de Pettingen ou Pittange.
Lorsque son seigneur prend position pour le duc de Lorraine contre Charles le Téméraire (duc de Bourgogne), il s’expose à un siège et à la destruction pure et simple du château.
L’ensemble de ses biens lui sera même confisqué en 1494 et il faudra alors attendre 1503 pour que son fils puisse rentrer en possession de la moitié des biens (le reste est conservé par le gouvernement général du Luxembourg).
Le château est alors reconstruit dans sa forme actuelle et en 1571 les quatre tours d’angle sont ajoutées.
En 1684, les troupes de Louis XIV le bombardent et le réduisent à l’état dans lequel on peut le voir actuellement.
Depuis 1947, il est la propriété de l’État luxembourgeois.

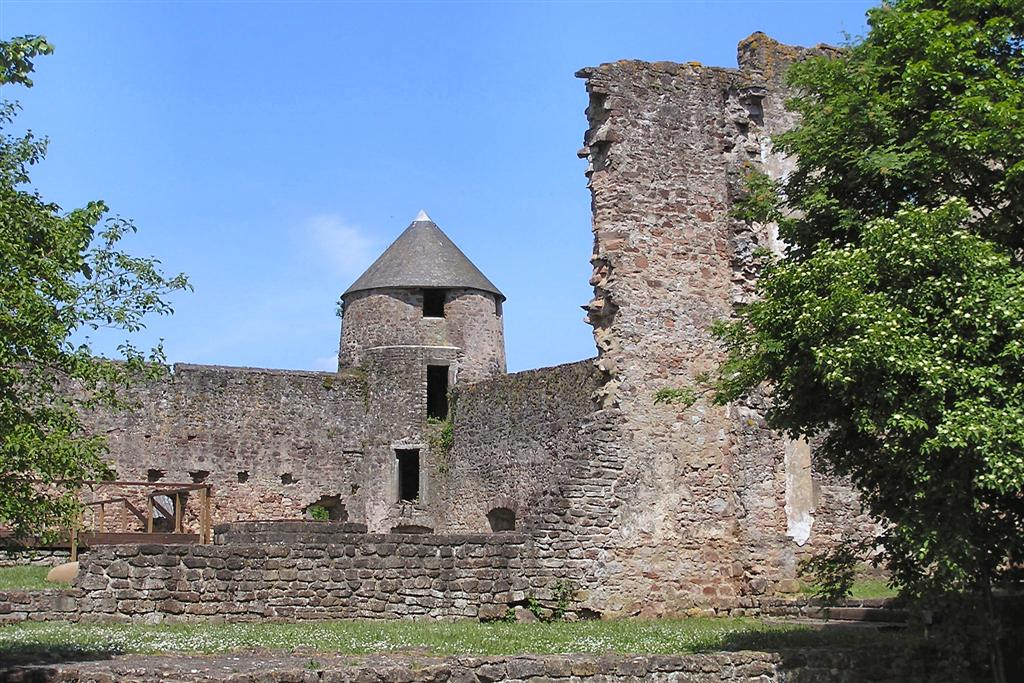
Enceinte du château
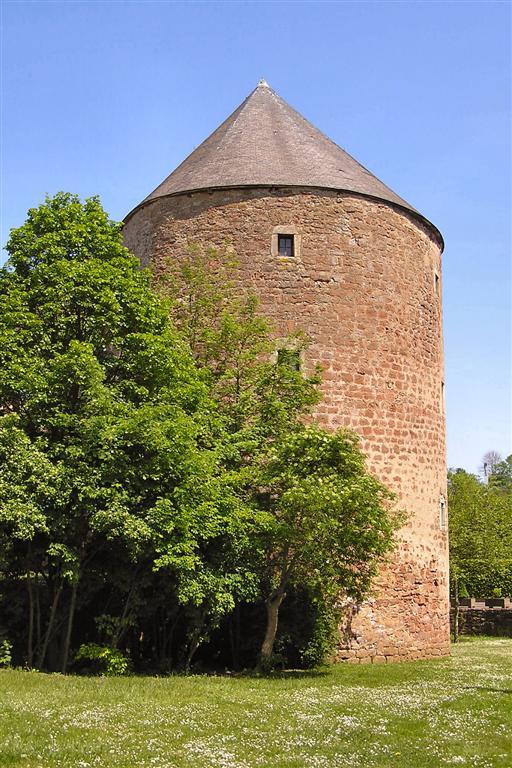
Tour d'angle